# Duobusy w Essen
Duobusy w Essen – eksperymentalny duobusowy system transportu publicznego, który łączył w sobie cechy systemu autobusu torowego i trolejbusu. Został uruchomiony 28 września 1980 r. a zlikwidowany 1 października 2000 r..

## Historia
Jako pierwsza powstała testowa trasa o długości 1,3 km w dzielnicy Fulerum; oddano ją do eksploatacji 28 września 1980 r. W maju 1983 r. zbudowano zelektryfikowaną trasę o długości 1 km między Stadtwaldplatz a Wittenbergstraße. Na nowych trasach testowano początkowo dwa duobusy typu Mercedes-Benz O305GTD i MAN SG240H Duo. Oprócz tego w zajezdni Stadtmitte istniała jeszcze krótka zelektryfikowana trasa okrężna służąca jazdom próbnym.
Projekt pilotażowy rozszerzono w 1985 r. likwidując linię tramwajową do Kray i zastępując tory tramwajowe nawierzchnią z prowadnicami dla kół duobusów. Od marca 1987 pętla uliczna w Kray była zelektryfikowana. W związku z rozszerzeniem projektu zakupiono 18 duobusów, tym razem typu Mercedes-Benz O405GTD.
W 1991 r. dla potrzeb systemu przystosowano tunel Stadtbahnu między Volkshochschule a Berliner Platz. W tunelu duobusy wykorzystywały silnik elektryczny zasilany pałąkami podłączonymi do przewodów trakcyjnych, które zawieszono obok przewodu dla tramwajów. Duobusy posiadały drzwi z dwóch stron nadwozia, aby możliwa była wymiana pasażerów na stacjach z peronem wyspowym. W miejscu dawnych torowisk tramwajowych między Walpurgisstraße i Stadtwaldplatz oraz od wieży wodnej w Huttrop do Kray-Nord położono prefabrykowane płyty betonowe z prowadnicami. Na tych odcinkach duobus korzystał z silnika spalinowego jak autobus, a na pozostałych z elektrycznego i z zasilania z sieci trakcyjnej jak trolejbus.
Niedopracowane technicznie duobusy były źródłem licznych awarii w odcinku poprowadzonym w tunelu oraz podczas przełączania się z trybu spalinowego na elektryczny. Z tego powodu 21 września 1995 r. duobusy wycofano z tunelu, a trzy dni później zlikwidowano zelektryfikowaną pętlę uliczną Kray. W 2000 r. w związku z zakupem tramwajów niskopodłogowych dokonano przebudowy wielu odcinków torowisk, w trakcie której usunięto prowadnice dla duobusów i sieć zasilającą. Duobusy kursowały jeszcze do 1 października 2000 r., korzystając z silników spalinowych, jako komunikacja zastępcza na czas przebudowy torowisk, a następnie zostały wycofane z ruchu. Sprzedano je do rosyjskich miast Chimki, Korolow, Podolsk i Widnoje, gdzie były wykorzystywane wyłącznie w trybie spalinowym jak zwykłe autobusy

## Galeria

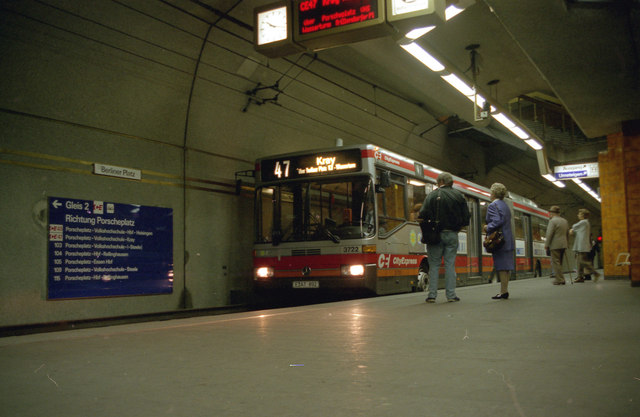
Duobus linii nr 47 w tunelu, 1995 r.
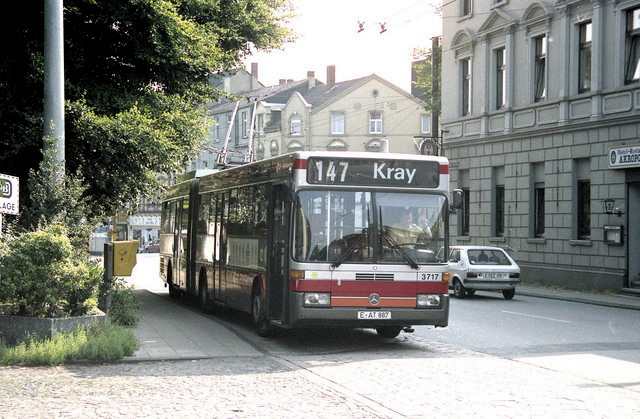
Duobus na pętli Kray
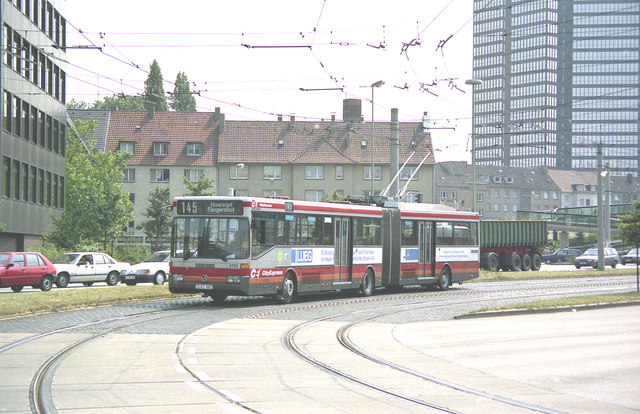
Duobus na linii nr 145
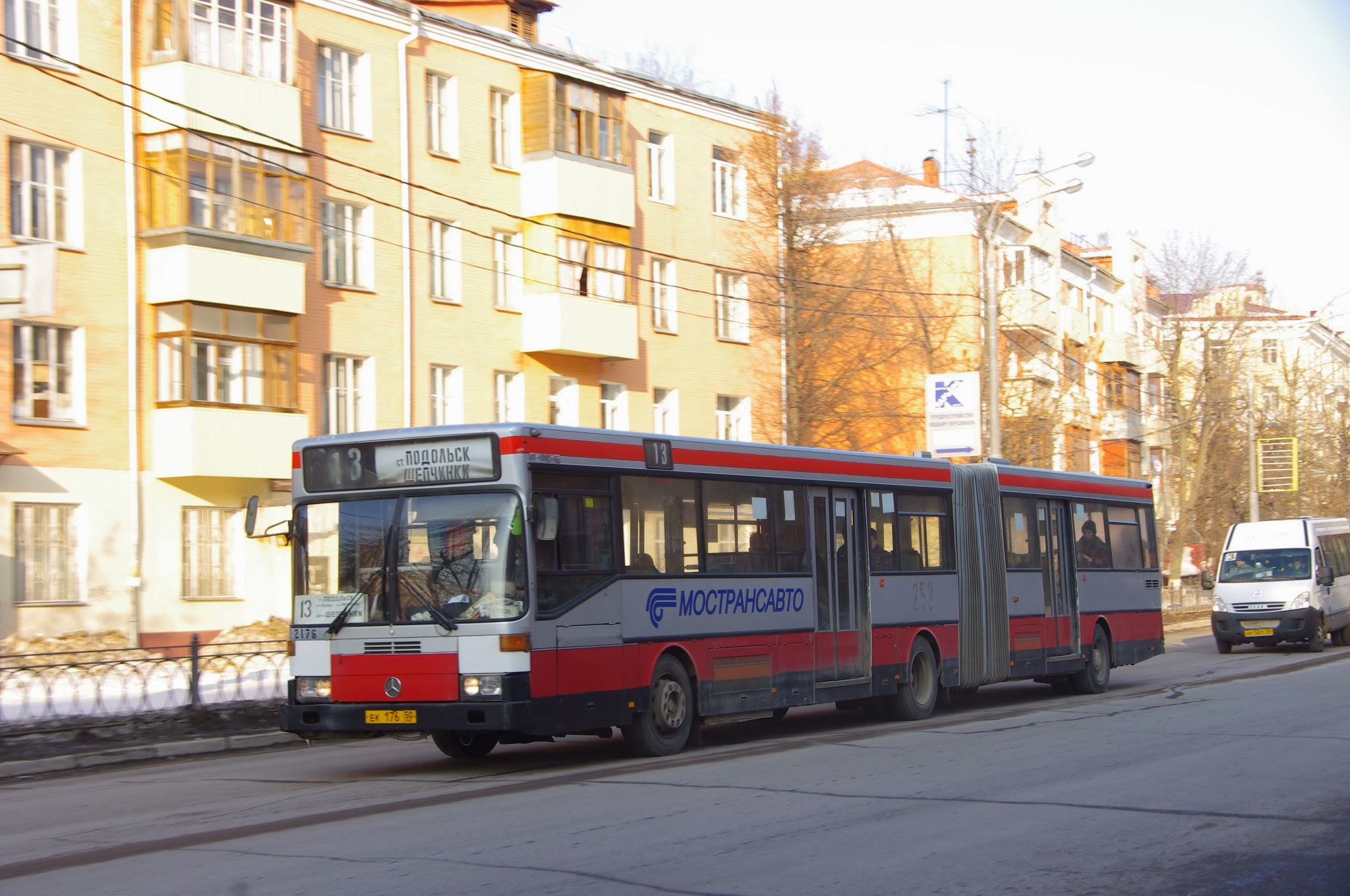
Były duobus z Essen jako autobus w Podolsku, 2012 r.